# Читинський процес
Читинський процес — комплекс репресивних заходів радянської комуністичної влади, метою яких було придушення українського національного руху на Далекому Сході, здійснений з 5 по 13 січня 1924 року щодо затриманих у 1922 році українських активістів та провідних діячів українського далекосхідного руху.

## Українці на Далекому Сході
Внаслідок двох опіумних війн проти Великої Британії та Франції у XIX столітті Китай був значно ослаблений. У власних інтересах цим вирішила скористатися Російська імперія. У 1860 році вона розпочала переговори з Китаєм про приєднання земель Примор'я до Російської імперії. Китайська імперія Цін погодилася передати Примор'я Росії. Це було задекларовано у Пекінському договорі 1860 року, який уклав Китай з Великою Британією, Францією та Росією.
Одразу після приєднання нових земель до Російської імперії імперська влада почала заселяти місцевість. У 1861—1862 роках до Примор'я переселилися перші переселенці з Полтавщини. Імперська влада пропонувала селянам земельні ділянки, що слугувало приваблюючим чинником. З 1882 року переселення українців на Далекий Схід відбувалося морем на кораблях, що відчалювали з Одеси. Відтоді кількість українців на Далекому Сході різко зросла. Найбільшими населеними пунктами, які були засновані українськими переселенцями, стали Владивосток, Хабарівськ, Микольськ-Уссурійський (зараз Уссурійськ) та інші. Чисельна громада була у Харбіні. Українцями Далекого Сходу створювалися власні національні громади, особливо після першої російської революції 1905—1907 років.

## Український далекосхідний рух 1917—1922 рр
Одразу після Лютневої революції 1917 року у Петрограді почалось утворення національних органів державної влади на землях народів, підкорених Російською імперією. Після утворення Української Центральної Ради у Києві 25 березня 1917 року почали утворюватись українські спільноти на Далекому Сході. У Владивостоці постала перша українська «Громада», очолена полковником Федором Стешком. У квітні 1917 року українські спільноти створились у Хабаровську, Благовіщенську, Владивостоці, Імані, Свободному, Микольську-Уссурійському, Харбіні, інших містах та селах з компактним проживанням українців. Незабаром після цього на Далекому Сході почалися українські державотворчі процеси.
Під час Першого загального всеукраїнського з'їзду діячів та мешканців Далекого Сходу у Микольську-Уссурійському 24 червня 1917 року було ухвалено низку важливих рішень. Зокрема, було створено Українську Далекосхідну Крайову Раду на Український Далекосхідний Секретаріат. Тимчасовим органом управління став Тимчасовий Далекосхідній Український Крайовий Комітет, очолений Онисимом Ступаком. На Другому Всеукраїнському з'їзді (4 січня 1918 року в Хабаровську) обговорювалося питання переселення українців на територію України. На Третьому Всеукраїнському з'їзді (7 квітня 1918 року в Хабаровську) було прийнято рішення утворити Самостійну Українську Далекосхідну Республіку. Крім того, на Третьому з'їзді було створено адміністративно-територіальний поділ українського Далекого Сходу: Українська Далекосхідна Республіка мала ділитися на 10 Українських Окружних Рад.
Військо Української Далекосхідної Республіки було змушене протистояти російським білогвардійським, а згодом радянським військам. Більшовики створили де-юре незалежну, де-факто контрольовану ними Далекосхідну республіку. За час її існування землі Української Далекосхідної Республіки були приєднані до неї. У листопаді 1922 року Далекосхідна республіка ввійшла до складу РРФСР.

## Репресії
Після входження земель Далекосхідної республіки до Російської Радянської Федеративної Соціалістичної Республіки радянська влада почала проведення репресивних заходів, метою яких було придушення українського національного руху на Далекому Сході, що виник у 1917—1922 роках. Цей комплекс заходів дістав назву Читинський процес. До репресій притягувалися провідні та визначні діячі українського далекосхідного руху.
Під час завоювання більшовиками Далекого Сходу, зокрема восени 1922 року, було заарештовано від 150 до 200 українських активістів. Їх вивезли до міста Чита — столиці Далекосхідної республіки. Після цього розпочався процес попереднього розслідування, який завершився тим, що переважна більшість арештованих були звільнені. Надалі справи велися проти 22 осіб. Такі активісти, як Павло Яхно та Антін Левандовський, змогли втекти до Маньчжурії ще до початку суду над українськими активістами. Усім 22 особам висунули звинувачення у підтримці контрреволюційних урядів Павла Скоропадського та Симона Петлюри і Білої армії, співпраці з контрреволюційними силами козачого отамана Забайкальського козацького війська Григорія Семенова та «міжнародною буржуазією» з метою «відірвати Далекий Схід від РРФСР».
Суди над в'язнями у Читі тривали з 5 по 13 січня 1924 року. Усіх 22 обвинувачених було засуджено до різних термінів позбавлення волі.
Петро Горовий, один з провідних діячів українського далекосхідного руху, був звинувачений у «організації українського населення Далекого Сходу в групи, співчуваючи отаманові Семенову». За версією слідства, Петро Горовий отримав від отамана Григорія Семенова «Грамоту» з гарантуванням права українців на національно-культурну автономію на Далекому Сході та надання йому підтримки в організації «контрреволюційного руху». Петра Горового засудили до смертної кари шляхом розстрілу, проте за «каяття у своїх злочинах перед пролетарським судом» покарання послабили до 10 років позбавлення волі і конфіскації майна на 5 років. Юрія Глушка-Мову, голову Українського Далекосхідного Секретаріату, звинуватили у наданні Петру Горовому повноважень вести переговори з антибільшовицькими контрреволюційними силами, через що його засудили до 7 років позбавлення волі, проте термін було скорочено до 2,5 років за амністією від 7 листопада 1922 року. Інші в'язні в'язниці у Читі також були визнані винними у антирадянській діяльності на Далекому Сході, зокрема у роботі з отаманом Григорієм Семеновим. Жодного з них так і не було засуджено до розстрілу за пред'явлені їм обвинувачення.